# 大住圭介
大住 圭介（おおすみ けいすけ、1947年6月6日- ）は、日本の経済学者。経済学博士（1987年）。九州大学名誉教授。元日本応用経済学会会長。

## 略歴
福岡県生まれ。1970年九州大学経済学部卒業。1975年同大学院経済学研究科博士課程単位取得退学。1987年「長期経済計画の理論的研究」で経済学博士の学位を取得。熊本大学教養部講師、助教授、青山学院大学経済学部助教授、教授、1992年九州大学経済学部教授、2000年経済学研究院教授。2012年定年退任、名誉教授、福岡女子大学教授。2014年日本応用経済学会会長。2017年退職。理論経済学、数理経済学専攻。

## 著書
- Economic Planning and Agreeability : An Investigation of Agreeable Plans in a General Class of Dynamic Economic Models 九州大学出版会、c1985.
- 『長期経済計画の理論的研究』勁草書房 1985
- 『経済計画分析 最適配分と分権的調整の数理』牧野書店 経済の情報と数理 1994
- 『経済成長分析の方法 イノベーションと人的資本のマクロ動学分析』九州大学出版会 経済工学シリーズ 2003
- 『エッセンシャルマクロ経済学』中央経済社 2005
- Mathematical Principles of Multi-sector Economic Growth Analysis 九州大学出版会、c2009.

### 共編著
- 『ミクロ経済学』慶田収,山下純一共著 学文社 1992
- 『マクロ・エコノミックス』細江守紀共編 有斐閣 1995
- 『ミクロ・エコノミックス』細江守紀共編 有斐閣 1995
- 『現代マクロ経済学』駄田井正,薮田雅弘共編著 勁草書房 現代経済学のコア 2000
- 『グローバリゼーションと地域経済・公共政策 2』堀宣昭共編 九州大学出版会 2003
- 『経済成長と動学』川畑公久,筒井修二共編 勁草書房 現代経済学のコア 2006
- 『エッセンシャル経済数学』坂上智哉,伊ケ崎大理共著 中央経済社 2010
- 『トピックス応用経済学 2 財政,公共政策,イノベーション,経済成長』青木玲子,田中廣滋,林正義共編 勁草書房 応用経済学シリーズ 2015

### 翻訳
- G.M.ヒール『経済計画の理論』九州大学出版会 1995
- G.M.グロスマン, E.ヘルプマン『イノベーションと内生的経済成長 グローバル経済における理論分析』監訳 創文社 1997－98
- R.J.バーロ,X.サラーイーマーティン『内生的経済成長論』九州大学出版会 1998
- R.J.バロー『経済成長の決定要因 クロス・カントリー実証研究』大坂仁共訳 九州大学出版会 2001
- A.S.ゴールドバーガー『計量経済学入門』監訳 野田英雄,内田秀昭,片桐昭司,秋山優,池下研一郎訳 学文社 2003
- エルハナン・ヘルプマン『経済成長のミステリー』池下研一郎,野田英雄, 伊ケ崎大理共訳 九州大学出版会 2009